# جان براندن (بازیگر)
جان براندن (به انگلیسی: John Brandon) (زاده ۲۱ ژوئن ۱۹۲۹-درگذشته ۲۵ اوت ۲۰۱۴) بازیگر آمریکایی بود.
از فیلم‌های معروف او می‌توان به گویندگی در انیمیشن ماجراهای راکی و بولوینکل اشاره کرد.